# Касерес (провинция)
Ка́серес (исп. Provincia de Cáceres, эстр. província de Caçris) — провинция на западе Испании в составе автономного сообщества Эстремадура. Административный центр — Касерес.

## География
Территория — 19 868 км² (2-е место среди провинций страны).

## Административное устройство
Районы (комарки):
- Алькантара
- Валенсия-де-Алькантара
- Валье-дель-Амброс
- Валье-дель-Херте
- Вегас-дель-Алагон
- Кампо-Араньуэло
- Ла-Вера
- Лас-Вильуэркас
- Лас-Урдес
- Лос-Иборес
- Льянос-де-Касерес
- Сьерра-де-Гата
- Тахо-Салор
- Трасьерра-Тьеррас-де-Гранадилья
- Трухильо

Список муниципалитетов Касереса

## Демография
Население — 413 тыс. (33-е место; данные 2005 г.). Больше 21 % всего населения проживает в административном центре.